# Neoitamus javanensis
Neoitamus javanensis là một loài ruồi trong họ Asilidae. Neoitamus javanensis được Meijere miêu tả năm 1913. Loài này phân bố ở miền Ấn Độ - Mã Lai.